# Filip Kiss
Filip Kiss (ur. 13 października 1990 w Dunajskiej Stredzie) – słowacki piłkarz występujący na pozycji pomocnika w Ettifaq FC.